# Oelachan-Tas
De Oelachan-Tas (Russisch: Улахан-Тас) is een 561 meter hoge berg in het noorden van de bergketen Soeor-Oejata in het noorden van Oost-Siberië, in het noordoosten van de Russische autonome deelrepubliek Jakoetië. Op de berg ontstaan de rivieren Kleine en Grote Chomoes-Joerjach. De berg ligt op 80 kilometer uit de kust van de Oost-Siberische Zee